# Прайор, Николас
Николас Прайор (англ. Nicholas Pryor; 28 января 1935, Балтимор — 7 октября 2024, Уилмингтон, Северная Каролина) ― американский актёр.

## Биография
Прайор родился в Балтиморе, штат Мэриленд, в семье Дороти (урождённой Дрискилл) и фармацевта Дж. Стэнли Пробста.
Его ранние работы включают роли в фильмах «Улыбка» и Гонки «Жевательная резинка». Известные титры фильма включали появление вместе с Уильямом Холденом и Ли Грантом в фильме «Омен 2: Дэмиен» (1978) в качестве одного из больных пассажиров в комедии «Аэроплан!» (1980), роль отца Джоэла Гудсона в фильме «Рискованный бизнес» (1983) и роль отца Джулиана Уэллса в фильме «Меньше чем ноль» (1987). Среди других его фильмов — «Агенты Сокол и Снеговик» (1985), Район «Пасифик-Хайтс» (1990), «Приказано уничтожить» (1996), «Камера» (1996) и «Возмещение ущерба» (2002).
Наиболее заметной телевизионной ролью Прайора была роль Милтона Арнольда, ректора Калифорнийского университета, в телесериале «Беверли-Хиллз, 90210». Персонаж Прайора, который появлялся в шоу в 1994—1997 годах, был вдовцом и отцом Клэр. Его другие телевизионные выступления включали «Хроники Адамса» (1976), «Вашингтон: за закрытыми дверями» (1977) и «Труба Гидеона» (1980).
В 1964 году Прайор сыграл роль Тома Бакстера в сериале «Другой мир». В 1973 году он стал вторым актером, сыгравшим роль Джоэла Гантри в сериале «На пороге ночи». В течение нескольких лет, в конце 1990-х и начале 2000-х, он играл роль Виктора Коллинза в сериале «Главный госпиталь» и его спин-оффе «Порт Чарльз».

## Личная жизнь и смерть
В июле 1993 года женился на актрисе Кристин Белфорд.
Прайор умер от рака в своём доме в Уилмингтоне, штат Северная Каролина, 7 октября 2024 года в возрасте 89 лет.